# Pavonia missionum
Pavonia missionum är en malvaväxtart som beskrevs av Erik Leonard Ekman. Pavonia missionum ingår i släktet påfågelsmalvor, och familjen malvaväxter. Inga underarter finns listade i Catalogue of Life.

## Bildgalleri

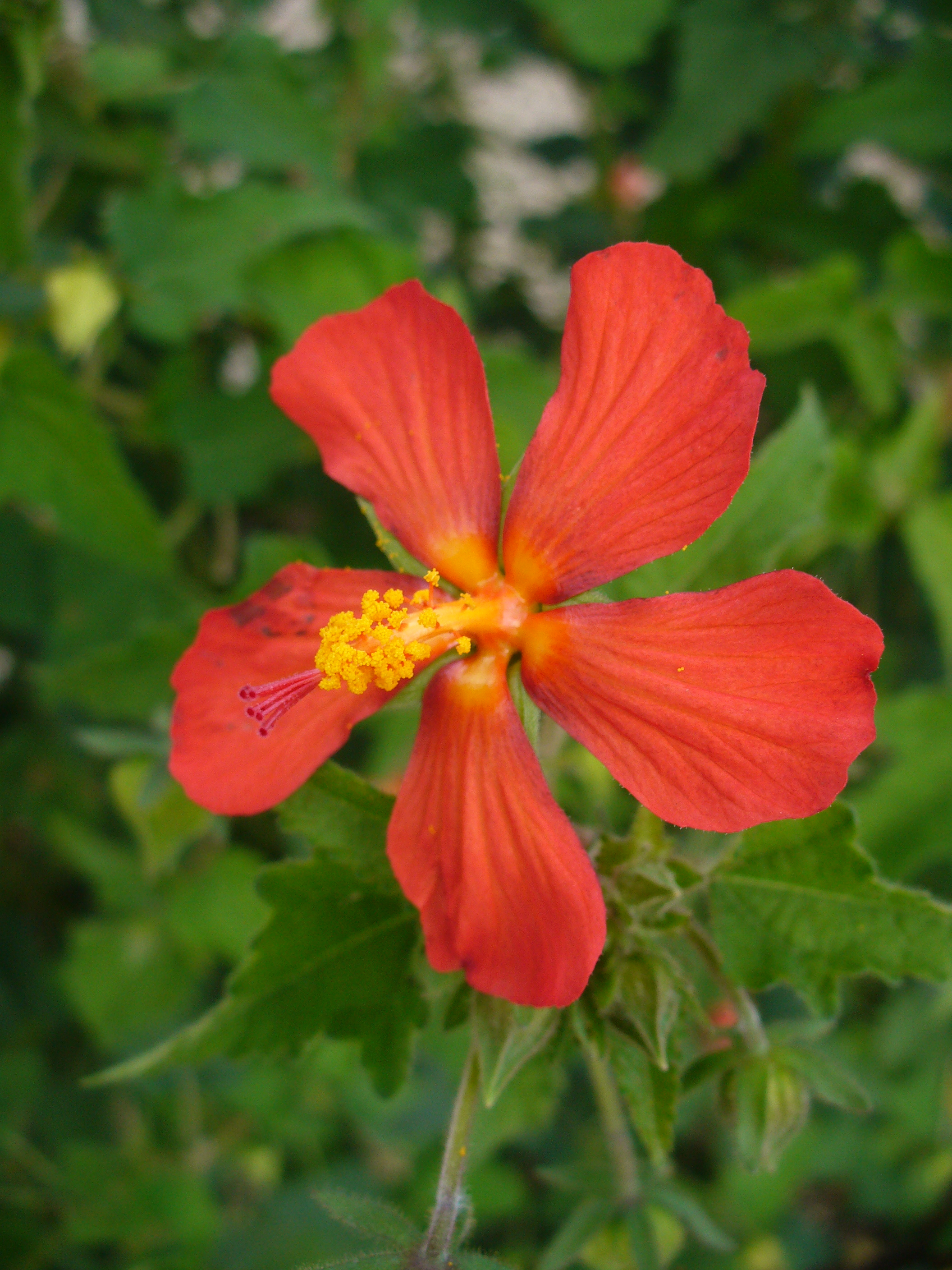